# KSR-3

KSR-3

KSR-3（Korean Sounding Rocket-3）は大韓民国の韓国航空宇宙研究院によって開発された観測ロケット。

## 概要
1997年から開発が開始された液体酸素とケロシンを推進剤とするガス押し式サイクルの12.5トン級エンジンを使用する液体燃料ロケットで、旧KSLV-1計画のためのテストベッドの役割も担った。液体燃料ロケットエンジンは現代宇宙航空により製造された。
開発にあたっては、ロシアのケルディッシュ研究所を訪れて設計技術に関する諮問を受けたほか、ロシアのＮiichimmash研究所で13トン級エンジンの燃焼実験を行った。ロシア側が韓国にロケットという国家の核心技術の点で協力した理由は、当時のロシアは経済的に困窮しており技術を売ってでも資金が必要だったからであるという。
2002年11月28日にただ一度だけ打ち上げられ高度42.7kmまで飛行し、発射から231秒後に海岸から85kmの日本海に落下した。当初のKSR-3事業は1段式の基本型を高度250kmまで到達させ、3段式の応用型を高度900kmまで到達させることが目標だったがこれを果たすことができず、結局この一度の打ち上げで終了した。費やした予算は780億ウォンである。
現代宇宙航空の多くの部門が1999年に他の製造メーカーと統合され韓国航空宇宙産業になったが、KSR-3の液体燃料ロケットエンジンを開発した部門はそのまま残っていた。しかし、後続の羅老開発計画がロシアとの共同開発事業となったため、現代宇宙航空の液体燃料ロケットエンジン開発部門は立ち行かなくなり、ロテム（当時）に吸収され、その後、ロテムは液体燃料ロケットエンジンの開発から完全に手を引いた。

## 性能
- ペイロード: 150 kg
- 高度: 43 km
- 推力: 122.5 kN（12.5 tf）
- 重量: 6.1 t
- 直径: 1.00 m
- 長さ: 14 m